# Synallaxis fuscorufa
Synallaxis fuscorufa là một loài chim trong họ Furnariidae.